# Acid Yellow 9
C.I. Acid Yellow 9 ist ein Azofarbstoff aus der anwendungstechnischen Gruppe der Säurefarbstoffe.

## Herstellung
Acid Yellow 9 wird durch Sulfonierung von p-Aminoazobenzol mit 25 % Oleum (Schwefelsäure mit 25 Gew.-% SO3) hergestellt, wobei im ersten Schritt die zur Azogruppe paraständige Sulfonsäuregruppe eingeführt wird.

## Verwendung
Acid Yellow 9 ist ein Textilfarbstoff zum Färben von Wolle. Die Lichtechtheit wird durch die zur Aminogruppe orthoständige Sulfonsäuregruppe im Vergleich zu dem monosulfierten Produkt deutlich erhöht.
Unter der Bezeichnung E 105 war Acid Yellow 9 bis Ende 1976 in der EU durch die Richtlinie 62/2645/EWG als Lebensmittelfarbstoff zugelassen.
Acid Yellow 9 wird als Kosmetikfarbstoff eingesetzt und findet Verwendung bei der Herstellung von Disazofarbstoffen, wie beispielsweise Acid Red 66 (Biebricher Scharlach) oder Acid Red 112 (Ponceau S).